# Procés endometrial
El cicle endometrial és la part del cicle menstrual que té lloc a l'úter, especialment a la seva mucosa: l'endometri. El cicle menstrual no ocorre només als ovaris (l'ovulació) sinó que l'úter també experimenta un cicle propi de canvis. Aquests canvis es produeixen gràcies a l'acció dels estrògens i de la progesterona, hormones produïdes als ovaris, per així garantir la coordinació del cicle tant als ovaris com a l'úter.
L'úter està format per tres capes, la més exterior és com una "pell" que tenen alguns òrgans i que es diu perimetri. Aquesta envolta la capa de múscul de l'úter, el miometri. La tercera capa és la més interior, cobreix la part interna del múscul, es diu endometri i és una capa de mucosa que canvia de gruix segons el cicle o procés endometrial. Les modificacions més importants del cicle a l'úter tenen lloc a la capa de mucosa d'aquest, anomenada endometri, i en menor manera a la capa miometri, la capa de múscul de l'úter que envolta el miometri.

## Etapes
Sota la successiva acció dels estrògens i la progesterona, l'endometri segueix un cicle amb les següents etapes:
1. Dia 1 a dia 4 del cicle: Etapa menstrual o de disgregació. Els nivells hormonals femenins (estrògens i progesterona) disminueixen i el recobriment dilatat de l'úter a l'endometri es disgrega, és a dir, se separa de la resta de l'úter i es desfà.
2. Dia 5 a dia 13 del cicle: Etapa progestacional o secretora: Augmenten els nivells de progesterona. L'endometri completament desfet surt en forma d'un fluid que sembla sang, i que és la regla o menstruació.
3. Dia 14 a dia 28 del cicle: Etapa estrogènica o proliferativa. Augmenten els nivells d'estrògens. La capa de mucosa que recobreix l'úter es fa cada cop més gruixuda, per acollir millor el fetus en cas d'eventual embaràs. Si l'òvul troba un espermatozou prou resistent per arribar a captar-lo, evolucionarà a fetus, es produirà un embaràs i començarà un cicle diferent: el cicle embaràs-part-postpart. El més habitual però, és que l'òvul no aconsegueixi cap espermatozou i llavors, en acabar la fase proliferativa, l'úter passarà un altre cop a la primera etapa, la de disgregació, per fer net i començar a intentar-ho tot de bell nou.